# Abano Terme
Abano Terme so zdraviliško naselje v severni Italiji. Leta 2009 je štelo 19 657 prebivalcev. Je eden najbolj priljubljenih italijanskih zdraviliških krajev. Leži v Evganejskih gričih jugozahodno od Padove. Znameniti so izviri termalne vode s temperaturo 87 °C.

## Zgodovina
V 6. stoletje so Langobardi terme uničili. Trajalo je do 12. stoletja da si je kraj zopet opomogel.Leta 1405 je Abano prešel pod nadvlado Benetk.Leta 1866 je prešel pod Kraljevino Italijo.
V 1. svetovni vojni je bil v mestu sedež Vrhovne komande Italijanskih oboroženi sil. 
Leta 1930 je kraj dobil današnje ime. V 2. svetovni vojni je bilo v mestu nastanjeno Glavno poveljstvo nemške Luftwaffe za Italijo.
Leta 1973 kraj dobi mestne pravice. Od leta 1990 obišče Abano letno približno dva milijona turistov. V mestu je čez 80 hotelov.